# Ramiro Moyano Toledo
Ramiro Moyano Toledo, más conocido como Ramiro Moyano, (La Plata, 25 de octubre de 1989) es un jugador profesional de pádel argentino. Actualmente ocupa la 31.ª posición en el ranking World Padel Tour y su compañero es Francisco Gil.

## Carrera
Ramiro Moyano comenzó muy pronto a jugar al pádel, y pronto vino a España a disputar el circuito de pádel internacional.
En 2015 comenzó jugando junto a Godo Díaz, con quien ganó el Valencia Challenger y el Madrid Challenger. Precisamente, después de este torneo, ambos se separaron como pareja, convirtiéndose así Maxi Grabiel en su nueva pareja para lo que quedaba de 2015.
Se empezó a hablar de él como uno de los jugadores con más futuro después de llegar a la final del Master Final 2015 junto a Maxi Grabiel y ser nombrado mejor jugador del torneo. En 2016 realizó también una muy buena temporada junto a Maxi Grabiel, motivo por el cual, en 2017 empezó jugando con Juan Martín Díaz. En 2016 no pudo jugar el Master Final por lesión. Ese año los campeones fueron Paquito Navarro y Sanyo Gutiérrez.
Tras realizar un comienzo de temporada muy malo, Moyano y Juan Martín Díaz decidieron separarse como pareja. A partir de dicho momento, regresa junto a Maxi Grabiel.
Su primera final para ellos llegó el 3 de septiembre de 2017 en el Helsingborg Challenger donde perdieron contra Matías Marina Artuso y Javier Concepción.
El 17 de septiembre de 2017 volvieron a jugar otra final, en el Marsella Challenger, en la que perdieron por 6-2 y 6-0 frente a Nacho Gadea y Germán Tamame.
En 2018, Luciano Capra se convirtió en su nueva pareja.
En 2019, Cristian Gutiérrez se convirtió en su nueva pareja. En 2021, José Rico Dasi se convirtió en su nueva pareja.
En 2022 volvió a una final del World Padel Tour, junto con su compañero Francisco Gil, al vencer por 6-1 y 6-2 a Jon Sanz y Lucas Campagnolo. En la final, sin embargo, perdieron por 4-6, 6-4 y 2-6 frente a Alejandro Galán y Juan Lebrón.

## Palmarés

### World Pádel Tour (2006-2023)

#### Finales
| N.º | Año                     | Torneo             | Pareja        | Oponentes en la final         | Resultado   |
| --- | ----------------------- | ------------------ | ------------- | ----------------------------- | ----------- |
| 1.  | 20 de diciembre de 2015 | Madrid Masters WPT | Maxi Grabiel  | Juan Martín Díaz Maxi Sánchez | 6-2 4-6 1-6 |
| 2.  | 9 de septiembre de 2018 | Lugo               | Luciano Capra | Matías Díaz Alejandro Galán   | 0-6 4-6     |
| 3.  | 23 de octubre de 2022   | Menorca            | Xisco Gil     | Juan Lebrón Alejandro Galán   | 4-6 6-4 2-6 |

- Campeón Panamericano Junior
- Campeón del Mundo de pádel con la Selección de Argentina (2012)[15]
- Finalista del Master Final, junto a Maxi Grabiel.